# Голубцы (Смоленская область)
Голубцы — бывшая деревня в Хиславичском районе Смоленской области России.
Находилась в 1 версте юго-восточнее современной деревни Трипутино на правом берегу речки Белица.

## История
В 1978 году деревня  ещё существовала и входила в Печерский сельсовет Хиславичского района.
В 1993 году уже считалась как прекратившая существование деревня Печерского сельсовета Хиславичского района.